# مایک سیمپسون
مایک سیمپسون (به انگلیسی: Mike Simpson) نمایندهٔ حوزه انتخابیه دوم آیداهو از حزب جمهوری‌خواه ایالات متحده آمریکا در مجلس نمایندگان ایالات متحده آمریکا است که برای نخستین‌بار در ۱۱ ژانویه ۱۹۹۹ میلادی به‌عضویت این مجلس درآمد.